# Lista światowego dziedzictwa UNESCO w Armenii
Lista światowego dziedzictwa UNESCO w Armenii – lista miejsc w Armenii wpisanych na listę światowego dziedzictwa UNESCO, ustanowionej na mocy Konwencji w sprawie ochrony światowego dziedzictwa kulturowego i naturalnego, przyjętej przez UNESCO na 17. sesji w Paryżu 16 listopada 1972 i ratyfikowanej przez Armenię 5 września 1993 roku.
Obecnie (stan w 2020 roku) na liście znajdują się trzy obiekty dziedzictwa kulturowego.
Na armeńskiej liście informacyjnej UNESCO – liście obiektów, które Armenia zamierza rozpatrzyć do zgłoszenia do wpisu na listę światowego dziedzictwa, znajdują się cztery obiekty (stan w roku 2020). 

## Obiekty wpisane na listę światowego dziedzictwa UNESCO
Poniższa tabela przedstawia armeńskie obiekty na liście światowego dziedzictwa UNESCO:
Nr ref. – numer referencyjny UNESCO;
Obiekt – polskie tłumaczenie nazwy wpisu na liście wraz z jej angielskim oryginałem;
Położenie – miasto, prowincja; współrzędne geograficzne;
Typ – klasyfikacja według Komitetu Światowego Dziedzictwa:
- kulturowe (K),
- przyrodnicze (P),
- kulturowo–przyrodnicze (K,P);

Rok wpisu – roku wpisu na listę;
Opis – krótki opis obiektu wraz z informacjami o jego zagrożeniu.
| Nr ref. | Obiekt | Zdjęcie | Położenie                                                          | Typ         | Rok       | Opis |
| ------- | --- | ------- | ------------------------------------------------------------------ | ----------- | --------- | --- |
| 777     | Klasztory w Haghbat i w Sanahin Monasteries of Haghpat and Sanahin                                                                                 |         |                                                                    | K (ii)(iv)  | 1996 2000 | Dwa bizantyjskie klasztory z okresu dynastii Kiurikianów (X–XIII w.) w Hachpacie i w Sanahinie; klasztory były ważnymi ośrodkami kultury w średniowieczu – Sanahin słynął ze szkoły miniatorskiej i kaligraficznej. Przykład rozkwitu armeńskiej architektury sakralnej. |
|         | Hachpat |         | Hachpat Lorri 41°05′38″N 44°42′43″E/41,093889 44,711944            |             |           | |
|         | Sanahin |         | Sanahin Lorri 41°05′13,8″N 44°39′58,0″E/41,087164 44,666108        |             |           | |
| 1011    | Katedra i kościoły w Eczmiadzynie i zespół archeologiczny w Zwartnoc Cathedral and Churches of Echmiatsin and the Archaeological Site of Zvartnots |         |                                                                    | K (ii)(iii) | 2000      | Przykład rozwoju i rozkwitu armeńskiego typu kościoła halowego budowanego na planie krzyża i przekrytego kopułą centralną, który miał istotny wpływ na rozwój architektoniczny i artystyczny regionu.                                                                    |
|         | Katedra w Eczmiadzynie |         | Wagharszapat Armawir 40°09′42″N 44°17′28″E/40,161667 44,291111     |             |           | |
|         | Kościół św. Rypsymy w Wagharszapacie |         | Wagharszapat Armawir 40°10′01,3″N 44°18′34,7″E/40,167019 44,309639 |             |           | |
|         | Zespół archeologiczny w Zwartnoc |         | Zwartnoc Armawir 40°09′45″N 44°24′12″E/40,162500 44,403333         |             |           | |
| 960     | Klasztor Geghard i Dolina Górnego Azatu Monastery of Geghard and the Upper Azat Valley                                                             |         |                                                                    | K (ii)      | 2000      | Zespół klasztorny Geghard obejmuje kilka kościołów oraz groby, w większości wykute w skale, charakteryzujące okres największej świetności średniowiecznej architektury armeńskiej.                                                                                       |
|         | Klasztor Geghard |         | Kotajk 40°08′25,5″N 44°49′06,6″E/40,140425 44,818511               |             |           | |
|         | Dolina Górnego Azatu |         | Kotajk 39°37′57″N 45°29′14″E/39,632500 45,487222                   |             |           | |

## Obiekty na armeńskiej liście informacyjnej UNESCO
Poniższa tabela przedstawia obiekty na armeńskiej liście informacyjnej UNESCO:
Nr ref. – numer referencyjny UNESCO;
Obiekt – polskie nazwa obiektu wraz z jej angielskim oryginałem na armeńskiej liście informacyjnej;
Położenie – miasto, prowincja; współrzędne geograficzne;
Typ – klasyfikacja według zgłoszenia:
- kulturowe (K),
- przyrodnicze (P),
- kulturowo–przyrodnicze (K,P);

Rok wpisu – roku wpisu na listę informacyjną;
Opis – krótki opis obiektu wraz z informacjami o jego zagrożeniu.
| #  | Obiekt | Zdjęcie | Lokalizacja                                                   | Typ (wraz z kryteriami)      | Rok  | Nr ref. |
| -- | --- | ------- | ------------------------------------------------------------- | ---------------------------- | ---- | --- |
| 8  | Stanowisko archeologiczne miasta Dwin The archaeological site of the city of Dvin                                                                                                  |         | Ararat 40°00′16,9″N 44°34′45,0″E/40,004683 44,579169          | K (ii)(iii)(vi)              | 1995 | Pozostałości antycznego miasta Dwin, dawnej stolicy Armenii, zniszczonego przez Mongołów w XIII wieku.                                                |
| 10 | Bazylika Jereruk i stanowisko archeologiczne The basilica and archaeological site of Yererouk                                                                                      |         | Anipemza Szirak 40°26′23,0″N 43°36′33,0″E/40,439722 43,609167 | K (iii)(iv)(vi)              | 1995 | Pozostałości bazyliki z IV w. – jednego z najwcześniejszych chrześcijańskich zabytków w Armenii oraz pozostałości zabudowań klasztornych i świeckich. |
| 13 | Norawank i Dolina Górnego Amaghu The monastery of Noravank and the upper Amaghou Valley                                                                                            |         | Sjunik 39°41′03″N 45°13′58″E/39,684167 45,232778              | K,P (i)(iii)(vi)(vii)(ix)    | 1995 | Norawank – klasztor z XIII wieku, położony w dolinie Amaghu, wzniesiony przez armeńskiego architekta Momika.                                          |
| 14 | Monastyr Tatew i Wielka Pustelnia Tatewska oraz sąsiadujące tereny w dolinie rzeki Worotan The monasteries of Tatev and Tatevi Anapat and the adjacent areas of the Vorotan Valley |         |                                                               | K,P (i)(ii)(iv)(vi)(vii)(ix) | 1995 | Klasztor Tatew z IX–XIII w. i Wielka Pustelnia Tatewska XVII w. w dolinie rzeki Worotan.                                                              |
|    | Tatew |         | Sjunik 39°22′46″N 46°15′00″E/39,379444 46,250000              |                              |      | |
|    | Wielka Pustelnia Tatewska |         | Sjunik 39°23′15,6″N 46°15′38,9″E/39,387665 46,260806          |                              |      | |